# کاپولالپام د مندز
کاپولالپام د مندز (به اسپانیایی: Capulálpam de Méndez) یک منطقهٔ مسکونی در مکزیک است که در اوآخاکا واقع شده‌است. کاپولالپام د مندز ۱۹٫۱۴ کیلومتر مربع مساحت و ۱٬۳۱۳ نفر جمعیت دارد و ۲٬۰۴۰ متر بالاتر از سطح دریا واقع شده‌است.